# Болашак (Байтерекский район)
Болашак (каз. Болашақ, до 2020 г. — Озёрное) — село в Байтерекском районе Западно-Казахстанской области Казахстана. Входит в состав Перемётнинского сельского округа. Код КАТО — 274430400.

## Население
В 1999 году население села составляло 448 человек (228 мужчин и 220 женщин). По данным переписи 2009 года, в селе проживало 370 человек (183 мужчины и 187 женщин).